# Sabin Carr
Sabin William Carr, född 4 september 1904 i Dubuque i Iowa, död 12 september 1983 i Ventura i Kalifornien, var en amerikansk friidrottare.
Carr blev olympisk mästare i stavhopp vid olympiska sommarspelen 1928 i Amsterdam.